# منطقة كيدال
منطقة كيدال هي المنطقة الإدارية الثامنة في مالي، وتغطي مساحة 151430 كيلومتر مربع. كانت منطقة كيدال في السابق جزءا من منطقة غاو، لكن تم إنشاؤها كمنطقة منفصلة في 1991، وتقع منطقة كيدال في شمال مالي ضمن الأراضي التي أعلنت الحركة الوطنية لتحرير أزواد أنها دولة مستقلة في 6 أبريل 2012، ولم تعترف أي دولة أو منظمة دولية باستقلال أزواد، وقد كانت منطقة كيدال تحت سيطرة حركات مسلحة مختلفة مثل أنصار الدين حتى يناير عام 2013، عندما سيطرت القوات الفرنسية على المنطقة. العاصمة الإدارية للمنطقة هي مدينة كيدال.

## الجغرافيا
- يحد منطقة كيدال من الغرب منطقة تومبكتو.
- ويحدها من الجنوب منطقة غاو ومنطقة ميناكا.
- ويحدها من الشرق النيجر.
- ويحدها من الشمال الجزائر.[4]

## المناخ
مناخ منطقة كيدال هو المناخ الصحراوي مع ارتفاع درجات الحرارة خلال النهار والتي تصل إلى 45 درجة مئوية (113 درجة فهرنهايت).

## تعداد السكان
في عام 2009 كان عدد سكان منطقة كيدال حوالي 67638 نسمة، وقد تم تهجير ما يعادل 30 ٪ من سكانها إلى شمال أفريقيا خلال عام 1990، ومعظمهم من الطوارق والسونغاي، وأكبر مدن المنطقة كيدال، وتيساليت، وأجلهوك.

## النقل والاقتصاد
المهن الرئيسية في منطقة كيدال، هي : تربية الماشية، والحرف التقليدية، والتجارة، وقد تم تطوير الزراعة في بعض المناطق، وتعتبر المنطقة معزولة للغاية، بسبب عدم وجود الطرق المعبدة أوالأنهار للنقل.

## التاريخ
شهدت منطقة كيدال ثورة كيدال 1962 وثورة الطوارق (1990-1996)، وحدث فيها اتفاق تمنراست في 6 يناير 1991 م ، وقد أسست المنطقة بموجب مرسوم صادر في 8 أغسطس 1991 م، وفي نهاية عام 2011 عاد الآلاف من المقاتلين الطوارق من ليبيا، ليؤسسوا الحركة الوطنية لتحرير أزواد، التي أعلنت أزواد جمهورية مستقلة في 6 أبريل 2012، وتعد منطقة كيدال جزء من الدولة الجديدة ( غير المعترف بها ).

## الثقافة
يسكن منطقة كيدال في المقام الأول الطوارق، و كتابتهم هي أبجدية تيفيناغ. على الرغم من أن البداوة أسلوب الحياة الأفضل للتكيف مع البيئة الصعبة في المنطقة، إلا أن عدة حضائر ظهرت في منطقة كيدال، وهي : أجلهوك، وتيساليت، وتين زواتين.

## التقسيمات الإدارية

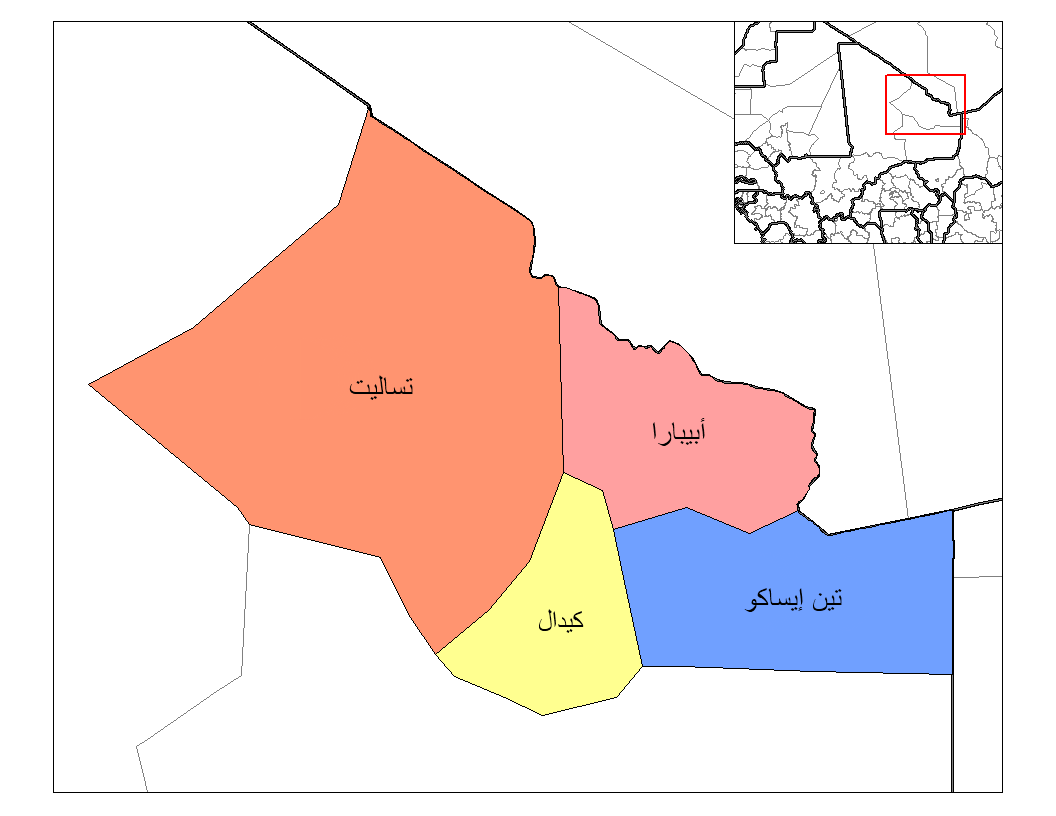
دوائر منطقة كيدال

تقسم منطقة كيدال إلى أربعة دوائر تضم 11 بلديةK وهذه الدوائر هي: كيدال وتيساليت وتين إسكَوْ وأبيبارا.